# 玉淀站
玉淀站（日语：／ Tamayodo eki */?），是一個位於埼玉縣大里郡寄居町大字寄居，屬於東武鐵道東上本線的鐵路車站。車站編號是TJ 38。

## 車站結構
側式月台1面1線的地面車站。東上本線的單線路段中唯一沒有交會設備的車站。月台位於地壘上，與站舍以樓梯聯絡。設有自動閘機。廁所位於站舍閘內。
鄰站的終點寄居站是秩父鐵道的管理站，因此此站是東武鐵道管理車站的東上線系統中最北及最西的車站。

## 使用情況
2016年度1日平均上下車人次為565人。
開業以後一日平均上下車人次、上車人次的推移如下表。
| 年度               | 一日平均 上下車人次 | 一日平均 上車人次 |
| ------------------ | ------------------- | ----------------- |
| 2003年（平成15年） | 506                 |                   |
| 2004年（平成16年） | 501                 |                   |
| 2005年（平成17年） | 461                 |                   |
| 2006年（平成18年） | 437                 |                   |
| 2007年（平成19年） | 463                 |                   |
| 2008年（平成20年） | 504                 |                   |
| 2009年（平成21年） | 531                 |                   |
| 2010年（平成22年） | 554                 |                   |
| 2011年（平成23年） | 571                 |                   |
| 2012年（平成24年） | 579                 |                   |
| 2013年（平成25年） | 594                 |                   |
| 2014年（平成26年） | 606                 |                   |
| 2015年（平成27年） | 586                 |                   |
| 2016年（平成28年） | 565                 |                   |

## 相鄰車站
東武鐵道
 東上本線
鉢形（TJ 37）－玉淀（TJ 38）－寄居（TJ 39）

## 外部連結
- 玉淀（車站資訊） - 東武鐵道